# Eschweilera simiorum
Eschweilera simiorum är en tvåhjärtbladig växtart som beskrevs av Pierre Joseph Eyma. Eschweilera simiorum ingår i släktet Eschweilera och familjen Lecythidaceae. Inga underarter finns listade i Catalogue of Life.